# Wait a Minute!
Wait a Minute! è un brano musicale della cantante statunitense Willow, tredicesima traccia del primo album in studio Ardipithecus, pubblicato l'11 dicembre 2015 su etichetta discografica Roc Nation e Interscope Records.

## Descrizione
Descritta dalla rivista Consequence come una canzone di genere R&B alternativo e pop sperimentale, Wait a Minute! è diventata una sleeper hit tra il 2019 e il 2022 grazie alla piattaforma TikTok.

## Classifiche

### Classifiche settimanali
| Classifica (2020-22) | Posizione massima |
| -------------------- | ----------------- |
| Australia            | 25                |
| Belgio (Fiandre)     | 73                |
| Francia              | 198               |
| Grecia               | 51                |
| Irlanda              | 75                |
| Lituania             | 19                |
| Nuova Zelanda        | 24                |
| Portogallo           | 81                |
| Sudafrica            | 57                |
| Svizzera             | 85                |

### Classifiche di fine anno
| Classifica (2022) | Posizione |
| ----------------- | --------- |
| Australia         | 82        |